# Pyrausta nubigena
Pyrausta nubigena là một loài bướm đêm trong họ Crambidae.